# Jagnilo
Jagnilo (bulgariska: Ягнило) är ett distrikt i Bulgarien.   Det ligger i kommunen Obsjtina Vetrino och regionen Oblast Varna, i den östra delen av landet, 300 km öster om huvudstaden Sofia.
Trakten runt Jagnilo består till största delen av jordbruksmark. Runt Jagnilo är det ganska glesbefolkat, med 34 invånare per kvadratkilometer.